# Ulerythema ophryogenes
Ulerythema ophryogenes (altgriechisch οὐλή oúlē „Narbe“ ἐρύθημα erúthēma „Rötung“, ὀφρύς ophrýs „Augenbraue“ und -genes), auch: Keratosis pilaris atrophicans faciei; älter: Hornröte, Taenzersche Krankheit, Morbus Unna-Taenzer ist eine Unterform der Keratosis pilaris atrophicans, zu der außerdem die Krankheitsbilder Atrophoderma vermiculata und Keratosis follicularis spinulosa decalvans gezählt werden.
Es handelt sich um eine erbliche Hauterkrankung, die bei Kindern auftritt und im Gesicht, vor allem im Bereich der Schläfen, zu flächigen Hautrötungen, überschießender Verhornung der Haarfollikel und Vernarbung der betroffenen Hautpartien führt. Der Krankheitsverlauf ist langwierig, kommt aber mit der Pubertät oft zum Stillstand. Die Möglichkeiten der Behandlung umfassen unter anderem Cortison-, Salicylsäure- und Vitamin-A-Säure-haltige Präparate sowie in schweren Fällen die oberflächliche Abtragung der erkrankten Haut durch Abschleifen, Kälte oder Laser.

## Verbreitung
Die Krankheit betrifft Kinder, wobei Hautveränderungen bereits bei Geburt bestehen oder sich in der frühen Kindheit entwickeln. Kinder mit einer erhöhten Neigung zu allergischen Erkrankungen (Atopie) erkranken häufiger als gesunde Kinder.
Gelegentlich tritt die Erkrankung zusammen mit anderen Erbkrankheiten auf, zum Beispiel im Rahmen des Noonan-, des Woolly-Hair-, des Rubinstein-Taybi- oder des Cornelia-de-Lange-Syndroms, sowie des Kardiofaziokutanen Syndroms oder einer partiellen Monosomie 18.

## Ursache und Entstehung
Durch einen wahrscheinlich unregelmäßig autosomal-dominant vererbten Gendefekt (diskutiert werden unter anderem die für Desmoglein 4 und das Low Density Lipoprotein Receptor-related Protein 1 codierenden Gene) kommt es zur Hyperkeratose (überschießenden Verhornung) und dadurch zum Verschluss der Haarfollikel. Dieser führt zu einer Entzündungsreaktion, die bei längerem Bestehen eine Vernarbung mit Untergang der Follikel zur Folge hat.

## Klinische Erscheinung
Bevorzugt an den Schläfen, aber auch auf den Wangen, der Stirn und am Hals zeigen sich durch einen Hornpfropf verschlossene Haarfollikel als kleine Papeln auf geröteter, schuppiger Haut. Bei längerem Bestehen vernarben die Areale. Auf behaarter Haut führt dies zu einem Verlust der Behaarung, typischerweise der seitlichen Anteile der Augenbrauen. An den Streckseiten der Arme und Oberschenkel können ebenfalls follikelgebundene kleine Papeln im Sinne einer Keratosis follicularis bestehen.

## Differentialdiagnosen
- Atrophoderma vermiculata: Unterform der Keratosis pilaris atrophicans mit stärkerer Vernarbung und dadurch grübchenförmiger („wurmstichartiger“, lateinisch vermis ‚der Wurm‘) Einziehung der Haut um die Haarfollikel, wird auch als Endzustand einer Keratosis pilaris atrophicans betrachtet
- Keratosis follicularis spinulosa decalvans: Unterform der Keratosis pilaris atrophicans mit Manifestation an der Kopfhaut
- Keratosis pilaris rubra faciei: Variante der Keratosis pilaris mit isolierter Hautrötung ohne Vernarbung oder Haarverlust
- Erythromelanosis follicularis faciei et colli: Variante der Keratosis pilaris, die mit vermehrter Pigmentierung der Haut einhergeht
- Frontale fibrosierende Alopezie: Variante des Lichen planopilaris mit Manifestation entlang des Stirnhaaransatzes[17]
- Lupus erythematodes: Mit schmetterlingsförmiger Rötung der Gesichtshaut und überschießender Verhornung der Haarfollikel einhergehende Autoimmunerkrankung[18]

## Untersuchungsmethoden
In der Regel kann die Diagnose im Rahmen der klinischen Untersuchung durch den Hautarzt gestellt werden. Die Entnahme einer Gewebeprobe für die histologische Untersuchung unter dem Mikroskop ist in den meisten Fällen nicht notwendig, zumal für die betroffenen Kinder schmerzhaft und angesichts der Entnahmestelle im Gesicht eventuell kosmetisch beeinträchtigend.

## Pathologie
Histologisch zeigen sich durch überschießende Verhornung aufgeweitete Haarfollikel. In der oberen Dermis (Lederhaut) bestehen geringe entzündliche Infiltrate aus Lymphozyten und Histiozyten um die betroffenen Haarfollikel, welche bei längerem Bestehen zur Fibrose (Bindegewebsvermehrung) und zur Atrophie (Schwund) der Follikelstrukturen führen. Auch im Umgebungsgewebe oberflächlicher kleiner Blutgefäße zeigt sich eine geringe entzündliche Infiltration der Dermis.

## Behandlung
Da es sich um eine in erster Linie kosmetisch beeinträchtigende Erkrankung mit zumeist harmlosem Verlauf handelt, sollte eine zurückhaltende und nebenwirkungsarme Therapie angestrebt werden. Als wirkungsvoll haben sich keratolytische Substanzen wie Salicylsäure, Vitamin-A-Säure, Milchsäure oder Harnstoff als Creme erwiesen, ggf. in Kombination mit antientzündlich wirksamen cortisonhaltigen Salben. Zur Pflege dienen außerdem rückfettende Ölbäder.
Bei früh einsetzendem Verlust der Behaarung sollte gegebenenfalls eine Therapie mit intraläsionaler Cortisoninjektion (Einspritzen von Cortison in die veränderten Hautareale) erfolgen. In schweren Fällen können Vitamin-A-Säure und Cortison systemisch (in Tablettenform) eingesetzt werden, außerdem bestehen die Möglichkeiten der Dermabrasion (Mikroschleifverfahren), der Kryochirurgie (Vereisung) und der Laserbehandlung.

## Heilungsaussicht
Der Krankheitsverlauf ist chronisch, mit langsam zunehmender Vernarbung der betroffenen Hautareale und häufiger Therapieresistenz. Mit Erreichen der Pubertät kommt die Erkrankung für gewöhnlich zum Stillstand.